# Spinosophronisca fusca
Spinosophronisca fusca là một loài bọ cánh cứng trong họ Cerambycidae.